# Réseau des universités des capitales de l'Europe
 (octobre 2013).
Si vous disposez d'ouvrages ou d'articles de référence ou si vous connaissez des sites web de qualité traitant du thème abordé ici, merci de compléter l'article en donnant les références utiles à sa vérifiabilité et en les liant à la section « Notes et références ».
Le Réseau des universités des capitales de l'Europe (en anglais Network of the Universities from the Capitals of Europe, UNICA) est un réseau interuniversitaire européen regroupant 44 universités. Ce réseau rassemble la majorité des institutions européennes pour l'éducation supérieure. Sa fondation remonte à 1990, sur l'initiative de l'université libre de Bruxelles.
UNICA est un réseau de 44 universités sises dans 33 capitales européennes, qui regroupe un personnel de plus de 150 000 personnes et 1 800 000 étudiants. Son rôle est de promouvoir l'excellence académique, l'intégration et la coopération entre ses membres à travers l'Europe. Il se veut un moteur du développement du Processus de Bologne et vise à faciliter l'intégration des universités d'Europe centrale et de l'Est dans l'Espace européen de l'enseignement supérieur.
Pour y parvenir, UNICA fait connaître le point de vue des universités membres aux institutions européennes et aux gouvernements nationaux, régionaux et municipaux. Il fournit à ses membres des informations sur les initiatives et les programmes européens et il en soutient les projets de coopération. Il offre aussi un forum de réflexion sur ce qu'implique le changement stratégique en matière de recherche, d'éducation et d'administration.

## Secteurs d'activité
Les secteurs d'activité d'UNICA sont au nombre de cinq :
- Internationalisation et mobilité
- Éducation
- Recherche et développement
- Politiques et stratégies
- Mission et relation à la société

### Internationalisation et Mobilité
Pour ce secteur, les responsables des relations internationales (international relations officers ou IROs) sont primordiaux. Ces derniers se rencontrent au moins une fois par année, à l'occasion d'une réunion durant laquelle sont discutées les initiatives et les politiques liées à l'éducation supérieure. Les projets et la collaboration entre les universités membres sont développés au sein de groupes de travail. 

#### Student conference
Tous les deux ans se tient une conférence d'étudiants réunissant des étudiants des universités membres d'UNICA: la UNICA Student Conference. Cette conférence se déroule sur trois jours pendant lesquels sont débattus certains des problèmes européens les plus pertinents. L'objectif de cet événement est d'encourager les participants à partager leurs points de vue et à développer leurs recommandations. Une publication finale est ensuite envoyée à la Commission Européenne.

#### Mobilité des étudiants
UNICA promeut et facilite les échanges d'étudiants au sein du réseau (via les programmes en place, tels qu'Erasmus). 

#### Mobilité du personnel
Afin d'améliorer les échanges de bonnes pratiques entre les universités, UNICA a développé un programme d'échange du personnel académique de ses universités. 

#### Chaire d'UNICA
La Chaire d'UNICA fut un projet initié par la ville et l'Université de Lausanne et aboutit après plusieurs cycles de conférences. L'objectif du projet est de favoriser, d'une part, les relations des universités membres à leur ville respective, et d'autre part, de promouvoir la collaboration des universités membres entre elles.

### Éducation
- Le Bologna Lab est coordonné par l'Université de Vienne Le but de ce laboratoire est de présenter les meilleures pratiques quant à la mise en place du processus de Bologne.
- La bourse UNICA permet de récompenser les programmes conjoints les plus intéressants (Master et Doctorat), en les subventionnant. À ce jour, huit programmes conjoints ont reçu cette bourse.
- UNICA a mis en place un groupe d'experts, responsable de l'acceptation et la reconnaissance des problèmes entre les universités membres.
- En partenariat avec Youth Agora et ESN, UNICA a mis en place le "European Campus", une plate-forme permettant aux étudiants du monde entier de s'informer sur la mobilité en Europe.

### Recherche et Développement
Ce secteur d'activité est ponctué chaque année de deux événements principaux: le "PhD Coordinators' Meetings" et le "EU Research Seminar". Les responsables de ce dernier sont un groupe d'experts travaillant sur les politiques et initiatives de la recherche des universités membres.

### Politiques and Stratégies
Dans ce domaine, UNICA organise chaque année un séminaire des Recteurs (Rectors’ Seminar), afin de discuter des problèmes de gouvernance et des politiques et de promouvoir l'échange des bonnes pratiques au sein des universités membres. 
Le séminaire "Scholarly Communication" est une initiative offrant une cellule de réflexion (think tank) pour discuter de l'évolution du rôle des bibliothèques dans les universités. 
UNICA bénéficie de subventions de la Commission européenne pour le secteur de l'éducation. Plusieurs des projets d'UNICA ont été approuvés et mis en place. 

### Mission et Relation à la société
Le groupe de travail "Urban-Capital" se penche sur les questions et problèmes liés aux Capitales. Dans ce domaine, UNICA collabore avec l'Union des Capitales de l'Union Européenne (Union of the Capitals of the European Union ou UCEU).

## Structure
L'organisation interne du réseau se compose de trois organes: l'Assemblée générale (qui se réunit une fois par an), le comité de pilotage (qui se réunit 4 fois par an) et le comité des responsables des relations internationales (qui se réunit 2 fois par an). Le secrétariat général, situé à Bruxelles, garantit la coopération et l'administration du réseau. 

## Personnes de contact
Chaque université membre est représentée par une personne de contact spécifique. Le système permet ainsi une communication facilitée et un échange rapide d'information entre les membres.

## Universités membres
Albanie
- Université de Tirana
- Université polytechnique de Tirana (en)

 Autriche
- Université de Vienne

 Belgique
- Vrije Universiteit Brussel
- Université libre de Bruxelles

 Bulgarie
- Université Saint-Clément d'Ohrid de Sofia

 Croatie
- Université de Zagreb

 Chypre
- Université de Chypre

 Tchéquie
- Université Charles de Prague

 Danemark
- Université de Copenhague

 Estonie
- Université de Tallinn
- Université de technologie de Tallinn

 Finlande
- Université d'Helsinki

 France
- Université Paris I Panthéon-Sorbonne
- Université Paris III Sorbonne Nouvelle
- Université Paris VI Pierre-et-Marie-Curie
- Université Paris IX Paris-Dauphine

 Allemagne
- Université libre de Berlin
- Université Humboldt de Berlin

 Géorgie
- Université d'État de Tbilissi[2]

 Grèce
- Université nationale capodistrienne d'Athènes

 Hongrie
- Université Loránd Eötvös

 Irlande
- University College Dublin

 Italie
- Université de Rome « La Sapienza »
- Université de Rome « Tor Vergata »
- Université de Rome III

 Lettonie
- Université de Lettonie

 Lituanie
- Université de Vilnius

 Luxembourg
- Université du Luxembourg

 Macédoine du Nord
- Université Saints-Cyrille-et-Méthode de Skopje

 Pays-Bas
- Université d'Amsterdam

 Norvège
- Université d'Oslo

 Pologne
- Université de Varsovie

 Portugal
- Université de Lisbonne
- Université nouvelle de Lisbonne

 Roumanie
- Université de Bucarest

 Russie
- Université d'État de Moscou

 Slovaquie
- Université Comenius

 Slovénie
- Université de Ljubljana

 Espagne
- Université autonome de Madrid
- Université complutense de Madrid

 Suède
- Université de Stockholm

 Suisse
- Université de Lausanne[3]

 Turquie
- Université d'Ankara
- Université technique du Moyen-Orient